# Karl von Oven (Offizier)
Karl von Oven (* 29. November 1888 in Berlin-Charlottenburg; † 20. Januar 1974 in Siegen) war ein deutscher Offizier.

## Leben
Von Oven war Angehöriger des Adelsgeschlecht Oven. Er trat nach seiner Kadettenausbildung 1908 als Fähnrich in die Königlich Preußische Armee ein. 1909 wurde er zum Leutnant befördert und nahm am Ersten Weltkrieg teil. Nach einer Verwundung und der Auszeichnung mit beiden Eisernen Kreuzen (1914) und Beförderungen erreichte er bis zum Kriegsende den Rang eines Hauptmannes und diente im Generalstab des Generalkommandos des III. Armeekorps.
Nach dem Kriegsende und der Entlassung aus Armee ging er zunächst zum Grenzschutz nach Schlesien und ab 1921 zur Sicherheitspolizei nach Berlin. 1923 wurde er zum Polizei-Major befördert. In der Zwischenkriegszeit wurde er zum Kommandeur der Polizeiinspektion Bochum ernannt und kurz nach der Machtergreifung Hitlers im März 1933 zum Polizei-Oberstleutnant befördert. Gleich im Mai 1933 stieg er zum Stabschef der Landespolizei im preußischen Innenministerium auf und trat 1935 zur Reichswehr über.
In der Wehrmacht wurde von Oven 1935 zum Oberst befördert und 1937 zum Kommandeur des Infanterie-Regiments 73 ernannt. Zu Beginn des Zweiten Weltkriegs nahm er 1939 als Generalmajor am Überfall auf Polen teil, wofür er noch im gleichen Jahr die Spange zum Eisernen Kreuz von 1914 erhielt. Am 16. Mai 1940 übernahm er das Kommando über die 393. Infanterie-Division und blieb in dieser Dienststellung bis zur Auflösung der Division im August 1940. Vom 15. November 1940 bis zum 28. Januar 1943 war er als Generalleutnant Kommandeur der 56. Infanterie-Division und nahm 1941 mit diesem Verband an der Schlacht um Moskau teil. In dieser Funktion billigte von Oven die am 15. November 1941 erfolgte Erschießung von 128 Zivilisten und 60 Kindern als Vergeltungsmaßnahme im Dorf Chozum durch die I. Abteilung des ihm unterstehenden Artillerieregiments 156, wobei es sich ohne Zweifel um ein Kriegsverbrechen handelt. Am 9. Januar 1942 erhielt er das Ritterkreuz des Eisernen Kreuzes. Vom 24. Januar 1943 bis 25. März 1944 führte von Oven als Kommandierender General im Rang eines Generals der Infanterie das XXXXIII. Armeekorps und übernahm anschließend von Mai 1944 bis März 1945 als Kommandeur das II. Feldjäger-Kommando. Bis zum Kriegsende war er in die Führerreserve versetzt.